# Юбея
Юбе́я (лат. Jubaea) — род растений семейства Пальмовые (Arecaceae). К этому роду в настоящее время относят один вид — Слоновую пальму, или Юбею чилийскую (Jubaea chilensis).

## Название
Род назван в честь царя Мавретании Юбы II (I век до нашей эры), который интересовался ботаникой и был автором книги о молочае.
Синонимы названия рода
- Micrococos Phil.
- Molinaea Bertero

Синонимы названия вида
- Jubaea spectabilis Kunth — Юбея замечательная
- Cocos chilensis (Molina) Kunth — Кокос чилийский
- Micrococos chilensis Phil.
- Palma chilensis Molina

## Ботаническое описание
Высота ствола юбеи обычно составляет 15—18 м, а диаметр достигает 1 м. Крона располагается на вершине и состоит из 60—100 перистых листьев.
Длина соцветий составляет 1,2—1,4 м; они разветвлённые. Пестичные цветы располагаются у основания, а тычиночные — в верхней части.
Тип плода — костянка, околоплодник мясистый. Форма семян округлая, содержание масла в семенах — около 35 %.

## Распространение
Юбея распространена на побережье Чили на высотах менее 1200 м в полосе между 32° и 35° южной широты (Чилийский маторраль). Растение в местах своего естественного произрастания стало очень редким.
Юбею выращивают также и в других частях света, в том числе на Черноморском побережье Кавказа — в Сухуме и Сочи, единично — на Южном берегу Крыма, в Ялте. Довольно морозостойка, отлично развитая пальма выдерживает кратковременные похолодания до −20 °C.

## Применение
Из сахаристого сока стволов юбеи готовят вино. Семена и плоды съедобны. Листья используют для постройки крыш.